# Itá (futebolista)
Antônio Luiz Sartoretto, mais conhecido como Itá (Itá, 14 de abril de 1962) é um ex-futebolista brasileiro que atuava como lateral-esquerdo.

## Carreira

### Jogador
Começou a sua carreira nas categorias de base da Chapecoense em 1983 aos 21 anos de idade. Transferiu-se para o Criciúma em 1986, onde conquistou 5 títulos estaduais e a Copa do Brasil de 1991.
Em 1997 foi para o Avaí onde se transformou rápido num dos ídolos e líderes do time e conquistou o título estadual de 1997.
Em 1998 anunciou o fim de sua carreira no próprio Avaí e assumiu um cargo de dirigente de marketing dentro do clube. No final do ano, voltou atrás e atuou no Fraiburgo. Logo após encerrou sua carreira de jogador de fato.
Em 1999 assumiu o cargo de gerente de futebol do Criciúma.

### Técnico
Em 1999 voltou a atuar como jogador no Fraiburgo mas também assumiu a função de treinador do time.
Em 2001 assumiu o Caxias de Joinville, desta vez somente como técnico.

## Apelido
Recebeu este apelido pois é natural da cidade de Itá, Santa Catarina.

## Títulos
Criciúma

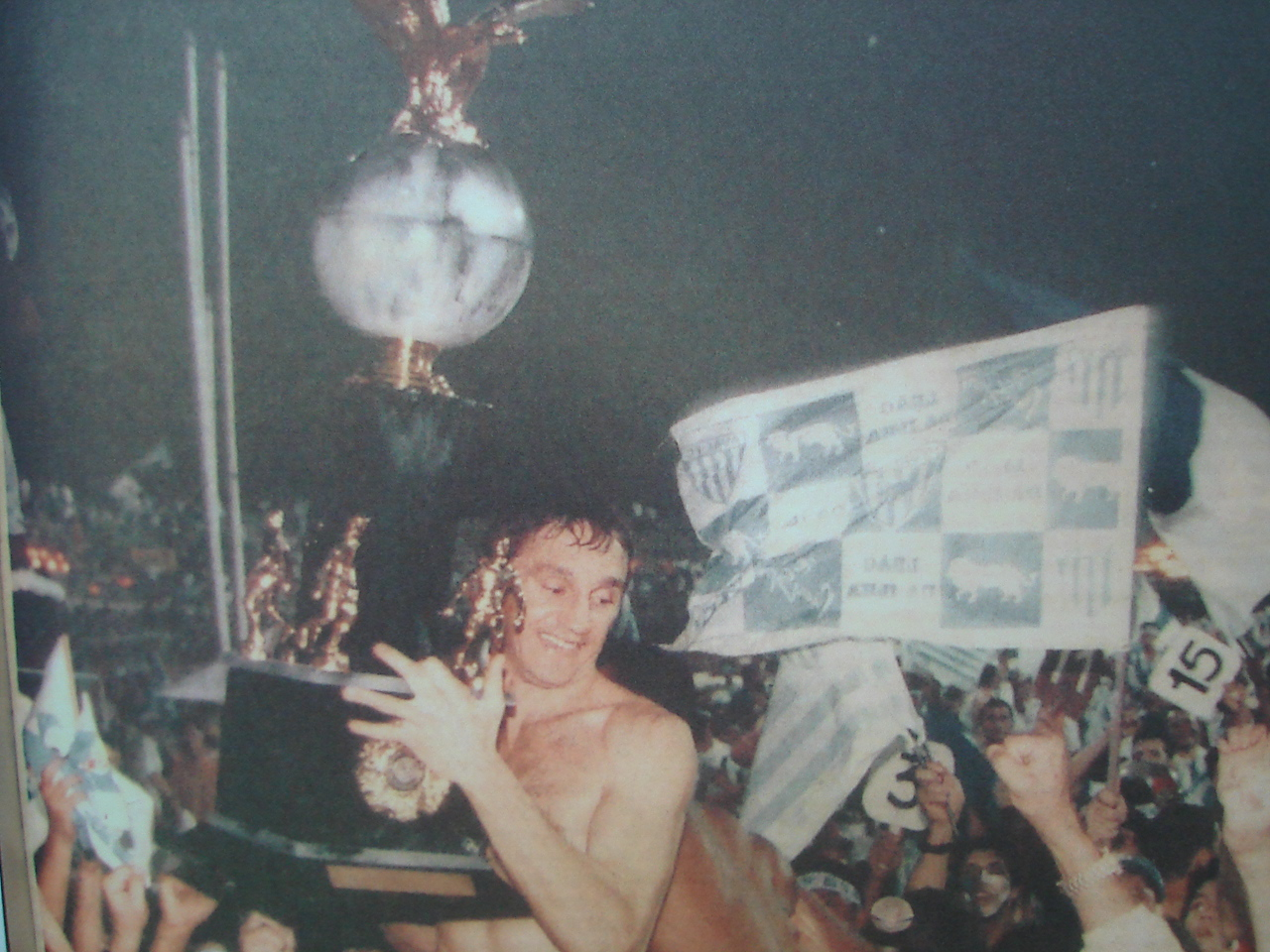
Capitão do no título de 1997.

- Copa do Brasil de Futebol de 1991;
- Campeonato Catarinense: 1989, 1990, 1991, 1993 e 1995.

Chapecoense
- Campeonato Catarinense: 1996

Avaí
- Campeão Catarinense de 1997.